# Schatthausen
Schatthausen ist ein Dorf im Rhein-Neckar-Kreis im Nordwesten Baden-Württembergs. Es ist ein Ortsteil der Großen Kreisstadt Wiesloch und hat 1595 Einwohner (Stand: 31. Dezember 2005).
In Zusammenarbeit mit den Dorfbewohnern wurde das alte Gebäude Hohenhardter Straße 7 renoviert uns saniert, das heute als Dorfgemeinschaftshaus mit zahlreichen Veranstaltungen fungiert.

## Geografie
Schatthausen liegt im Norden des Naturraums Kraichgau nahe der Südspitze des Sandstein-Odenwalds. Nachbargemeinden sind Baiertal im Süden und Gauangelloch im Norden, sowie Meckesheim und Mauer im Osten und Nußloch im Westen.
Das Dorf liegt außerdem fünf Kilometer nordöstlich der Kernstadt Wiesloch und etwa 15 Kilometer südöstlich der Universitätsstadt Heidelberg.
Schatthausen liegt im oberen Tal des Gauangelbach, welcher es in südwestlicher Richtung durchfließt. Im Ortsbereich münden nacheinander der Krumbach, der Gänsbach und der Ochsenbach. Man unterscheidet zwischen dem Unterdorf im Tal des Gauangelbachs, dem am Gänsbach im Südosten liegenden Oberdorf, dem hier noch der Scheerbach zuläuft, einem größeren Neubaugebiet, das sich rechts des Gauangelbachs den Störchelberg hinauf erstreckt, und einem kleineren Neubaugebiet westlich davon jenseits der Ochsenbachmulde.

## Geschichte
Der Ort wurde unter dem Namen Schadehusen im Jahre 1294 im Zuge eines Hofverkaufes erstmals schriftlich erwähnt. Er unterlag damals der Gerichtsbarkeit der Meckesheimer Zent. Im hohen Mittelalter wurde Schatthausen noch nicht als eigener Ort betrachtet, sondern Schloss mit Schlossgut und Dorf waren noch Teil anderer Herrschaften. Das Schlossgut befand sich im hohen Mittelalter vermutlich im Besitz der Edelfreien von Hohenhart, um 1300 teilten sich die gleichnamige Ministerialenfamilie von Hohenhart und die Herren Gabel von Obrigheim den Besitz. Später erwarben die Herren von Sickingen einen Anteil an Schatthausen, den sie um 1400 über die Hochzeit von Schwarz-Reinhard von Sickingen mit Margarete Gabel von Obrigheim noch ausbauen konnten. Nach Sickingens Tod um 1439 kam der Besitz an die Grafen von Neipperg und von diesen an Philipp Sturmfeder. Als im Jahre 1562 Hans Sturmfeder das Erbe unter seinen Kindern aufteilte, wurde das an die jüngste Tochter Katharina und ihren Gemahl Hans von Bettendorff fallende Gebiet von Schatthausen erstmals als eigene Einheit behandelt. Um 1590 wurde der Ort von zwei Bettendorff-Brüdern gemeinsam verwaltet, die den Ort aufgrund von Überschuldung an die Familie Kechler von Schwandorf veräußerten, die den Ort 1599 an Eberhard von Weitershausen verkaufte. Da die Bettendorff den Ort mit Hypotheken veräußert hatten, kam es zu langen Streitigkeiten mit den Gläubigern, die sich bis nach dem Dreißigjährigen Krieg hinzogen. Erst die Familie Gerner von Lilienstein, in die eine der beiden Weitershausen-Erbtöchter um 1660 eingeheiratet hatte, konnte die Gläubiger befriedigen. In den 1670er Jahren übernahm mit Wollrad von Brüggen († 1685) ein Gerner-Schwiegersohn die Ortsherrschaft. Sein Sohn August Erich Philipp von Brüggen baute den noch vom Dreißigjährigen Krieg gezeichneten Ort ab etwa 1700 wieder auf. Er brachte auch das bereits im 14. Jahrhundert von der Ortsherrschaft verkaufte Kirchenpatronat des 1556 reformierten Ortes wieder in seinen Besitz. Zum Wiederaufbau des Ortes siedelte er auch Katholiken und Wiedertäufer an, denen die Religionsausübung jedoch vorerst verwehrt blieb. Seine Kinder blieben unverheiratet und haben den Ort gemeinsam verwaltet.
Seit die Gerichtsbarkeit der Herrschaft Schatthausen im 14. Jahrhundert an Kurpfalz gefallen war, erstritten die adeligen Herren immer wieder Sonderrechte gegenüber der Kurpfalz, unter anderem im Zentvertrag von 1560. Die Kurpfalz hat diese Rechte ab dem 17. Jahrhundert sukzessive wieder beschnitten, vor allem in der Zeit um 1700, als die Ortsherrschaft in Speyer lebte und sich die Beamten des Amts Dilsberg als nähere Gerichtsinstanz anboten. Um 1750 griff das Amt Dilsberg besonders stark in die noch verbliebenen Sonderrechte der Ortsherren ein. Vermutlich machte man sich in Dilsberg die Rückendeckung der Schatthausener Katholiken zunutze, denen die Ortsherrschaft schon mehrere Jahrzehnte einen eigenen Versammlungsraum verwehrte und die mit Unterstützung aus Dilsberg immer mehr in Opposition zur Ortsherrschaft traten. Die letzte noch lebende Brüggen-Tochter Wilhelmine scheiterte schließlich mit der Verwaltung des Ortes. Sie vermachte den Ort ihrem Neffen Karl von Zyllnhardt, der auch schon den Ort Mauer geerbt hatte. Er gewährte 1795 den Katholiken des Ortes einen Gebetsraum, konnte aber die sozialen Spannungen am Ort nicht lösen.

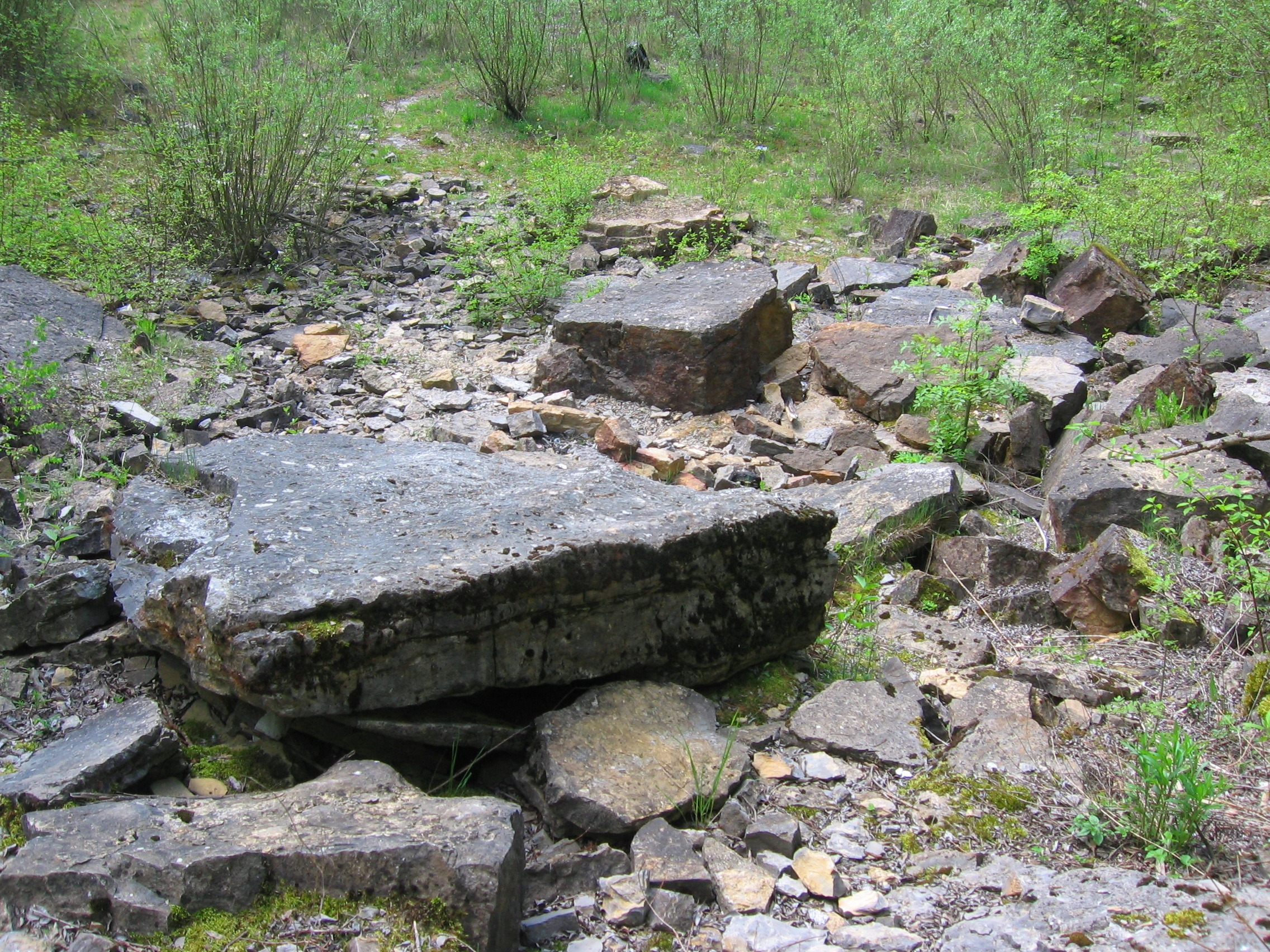
Stillgelegter Muschelkalksteinbruch Hummelberg bei Schatthausen

Im 19. Jahrhundert ging die Herrschaft nach Auflösung der Kurpfalz an das Großherzogtum Baden über, in dem Zyllnhardtschen Ortsherren abermals Sonderrechte geltend machten. Über Karl von Zyllnhardts Tochter, die 1826 Karl Göler von Ravensburg heiratete, kam Schatthausen an die Göler von Ravensburg, die das Schlossgut bis heute besitzen. Die Sonderrechte der Ortsherrschaft gingen mit der Ablösung der Adelsprivilegien und der Vereinheitlichung der badischen Gesetze, an der nicht zuletzt auch Karl Göler von Ravensburg mitgewirkt hatte, verloren. Die Spannungen zwischen Schlossherren und Gemeinde blieben in jener Zeit gespannt, besserten sich jedoch nach dem Wegfall der vogtsherrlichen Rechte 1848 wieder, schließlich war das Schlossgut ja auch der wichtigste Arbeitgeber des Ortes und der Grundherr trug mit Stiftungen und Schenkungen zum Wohl der politischen Gemeinde bei.
War Schatthausen im 18. und 19. Jahrhundert ein eher armes Bauerndorf, konnten später mit dem Tabakanbau und der Kalkgewinnung neue Wirtschaftszweige erschlossen werden. So stand von Ende des 19. bis Mitte des 20. Jahrhunderts ein Bergwerk im Kalksteinbruch am Hummelberg in Schatthausen.
Schatthausen besaß vom 14. Mai 1901 bis 1968 einen Bahnhof an der Bahnstrecke Wiesloch–Meckesheim, der seinen Personenverkehr am 1. Juni 1964 verlor.
Im Zuge der Gebietsreform wurde Schatthausen am 31. Januar 1972 nach Wiesloch eingemeindet.

## Kultur und Sehenswürdigkeiten

### Freiwillige Feuerwehr
Für ihre Einwohner hält die Stadt Wiesloch eine Abteilungsfeuerwehr bereit, um den Bevölkerungsschutz optimal zu gewährleisten. Die Freiwillige Feuerwehr Schatthausen besteht neben aktiven Mitgliedern aus einer Altersmannschaft und einer Jugendfeuerwehr.
Die Schatthäuser Feuerwehr ist mit einem Löschgruppenfahrzeug (LF 8/6), einem Mehrzweckfahrzeug (MZF) und einem Anhänger ausgerüstet.

### Bauwerke
- Das Wasserschloss Schatthausen wurde nach 1562 durch die von Bettendorff vermutlich an der Stelle eines früheren Herrensitzes errichtet und später mehrfach umgebaut. Die dreiflügelige, dreigeschossige Anlage befindet sich heute im Besitz der Familie Göler von Ravensburg und ist von einem intakten Wassergraben umgeben. Zum Schlossgut zählten einst auch noch ein Wirtschaftshof sowie eine Mühle.
- Die evangelische Kirche in der Ortsmitte wurde 1746 bis 1749 an der Stelle eines durch Hochwasser zerstörten Vorgängerbaus errichtet und 1903 umgebaut und um den Glockenturm nach Plänen von Hermann Behaghel ergänzt. Das originale Gestühl und die barocke Kanzel der Kirche fielen einer Renovierung um 1965 zum Opfer. Bei einer neuerlichen Renovierung von 1988 bis 1991 hat man versucht, den originalen Zustand innen und außen wiederherzustellen. Im Glockenturm befanden sich einst drei Bronzeglocken, die im Ersten Weltkrieg abgeliefert werden mussten und 1919 durch Stahlglocken ersetzt wurden. Bei der evangelischen Kirche befindet sich ein Kriegerdenkmal.
- Die katholische Dreifaltigkeitskirche wurde 1959 an der Stelle einer älteren katholischen Kapelle von 1861 erbaut. Ihr Glockenturm trägt drei Bronzeglocken von Schilling in Heidelberg.
- Das Schulhaus des Ortes wurde 1909 errichtet und 1967 aufgestockt. Seine Vorgängerbauten waren das später als Rathaus genutzte evangelische Schulhaus bei der evangelischen Kirche sowie ein katholisches Schulhaus, das zum Bau der Feuerwehrgarage abgebrochen wurde.
- Vor dem Bau der Wasserleitung 1927 versorgte sich die Bevölkerung über Brunnen mit Wasser. Im Oberdorf ist einer dieser historischen Brunnen erhalten. Dort befindet sich auch die Statue eines Esels, der als Maskottchen des Dorfes gilt. An die historischen Brunnen und die landwirtschaftliche Prägung des Ortes erinnert außerdem der moderne Gänsebrunnen.
- Am südöstlichen Ende des Oberdorfes querte die in den Jahren 1900 und 1901 erbaute Bahnstrecke Wiesloch–Meckesheim das Tal des Gänsbaches auf einem dreibogigen Eisenbahnviadukt. Das Bauwerk steht unter Denkmalschutz, ist aber, mit Stand Ende 2015, stark sanierungsbedürftig.[3]

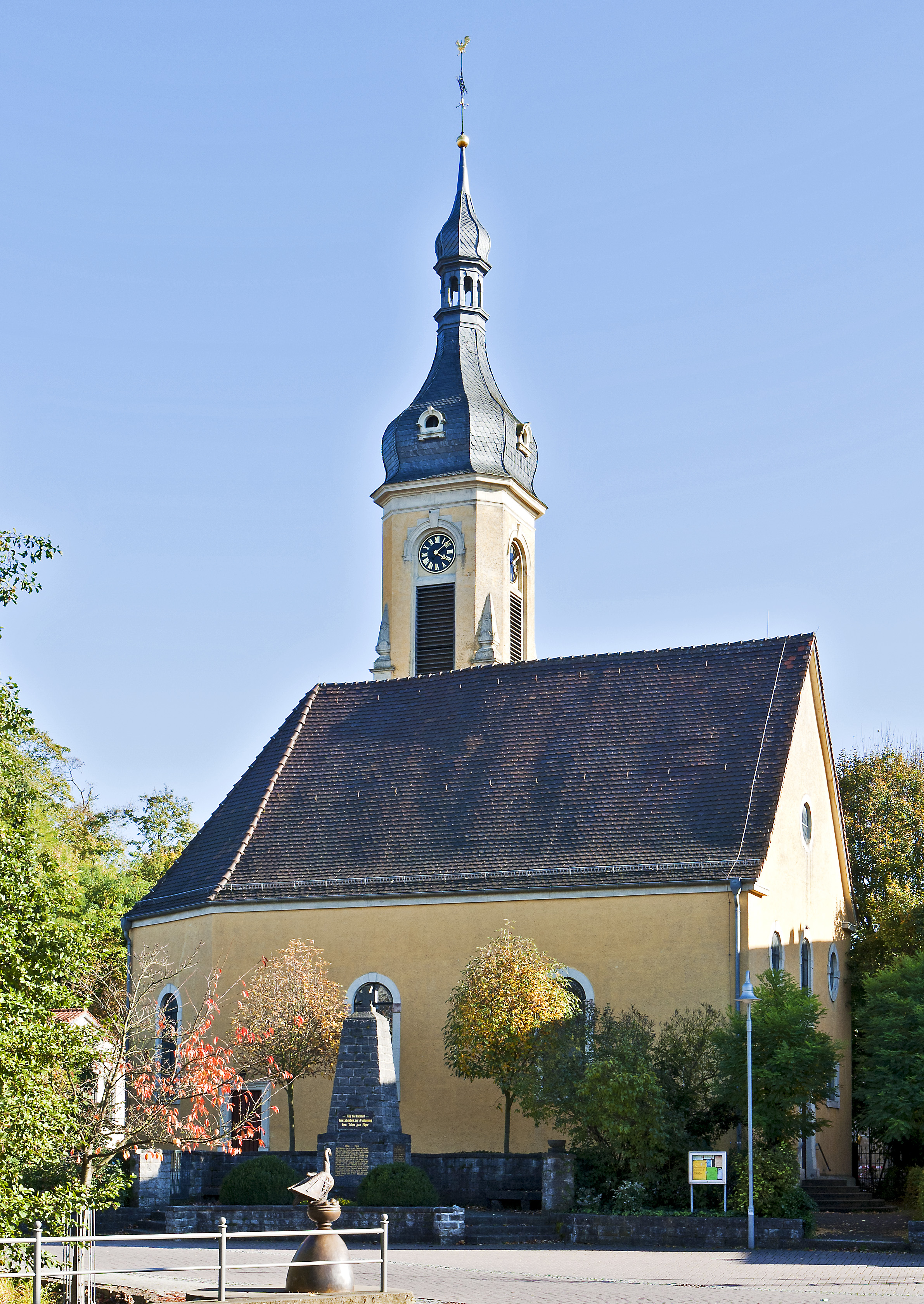
Evang. Kirche
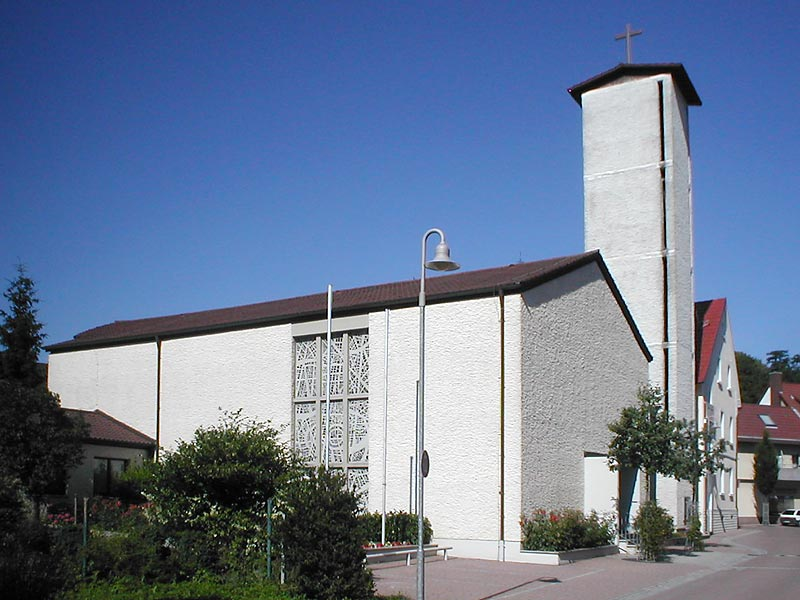
Kath. Kirche
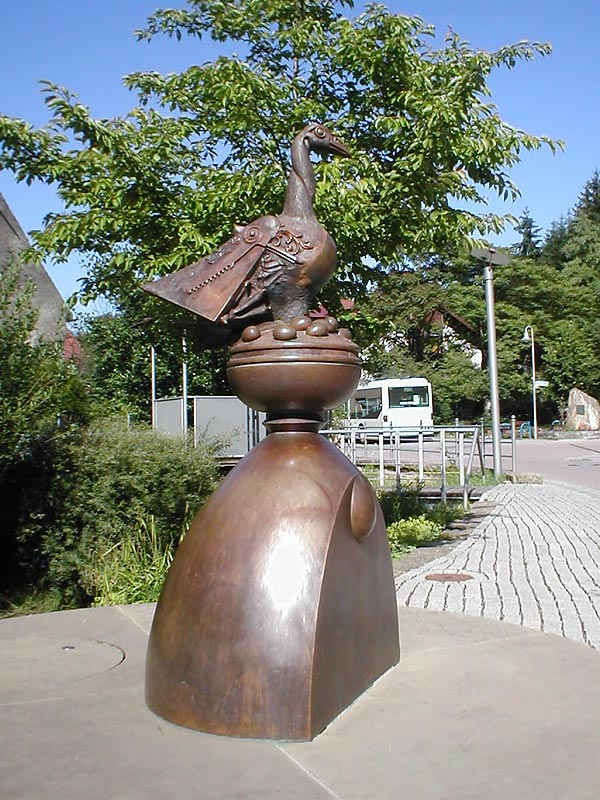
Gänsebrunnen

## Politik

### Ortschaftsrat
Schatthausen besitzt seit der Eingemeindung 1972 gemäß der baden-württembergischen Gemeindeordnung einen eigenen Ortschaftsrat.
Er hat insgesamt zehn Mitglieder und setzt sich seit der Kommunalwahl vom 7. Juni 2009 nach Parteien wie folgt zusammen:
- FW – 3 Sitze
- CDU – 3 Sitze
- SPD – 2 Sitze
- Grüne – 2 Sitze

Ortsvorsteher ist seit 2019 Lutz Römmer (Freie Wähler).

### Wappen
Die Blasonierung des Wappens lautet: In Gold ein schwarzer Anker.
Es geht zurück auf ein Siegel von 1764 und wurde 1900 der Gemeinde vom Generallandesarchiv vorgeschlagen. Diese nahm es zwar an, verwendete es aber nicht im Gemeindesiegel. 1955 wurde es daher nochmals offiziell vom Innenministerium verliehen und nun auch die Farben festgelegt, die dem Pfälzer Löwen entlehnt sind. Der Anker wurde möglicherweise aus dem Wappen der Familie von Brüggen hergeleitet. Diese führten einen Dreizack und hatten von 1677 bis 1794 die Ortsherrschaft.

## Sport
Mit dem MSC Schatthausen verfügt das Dorf über einen international bedeutenden Fahrrad- und Motorrad-Trial-Verein. Dieser trägt auch hochrangige Wettbewerbe auf dem Gelände des Steinbruches in Schatthausen aus.
Ein weiterer mitgliederstarker Sportverein ist der FC Fortuna Schatthausen, der in mehreren Abteilungen verschiedene Sportarten bedient.